# Guerre du Saada
Pour les articles homonymes, voir guerre du Yémen.
Pour un article plus général, voir Insurrection houthiste au Yémen.
Insurrection houthiste au Yémen
La guerre du Saada, ou guerre du Sa'dah, débute en 2004 dans le gouvernorat de Sa'dah, au nord-ouest du Yémen. Elle est la conséquence du sentiment de marginalisation ressenti par la communauté chiite houthie, dirigée par Abdul-Malik al-Houthi. Cette insurrection, soutenue par l'Iran, est à l'origine du coup d'État de 2015 ayant visé le président Abdrabbo Mansour Hadi, élu à la place du président Ali Abdallah Saleh. Ce dernier avait été également renversé à la suite de la révolution yéménite en 2011.

## Contexte

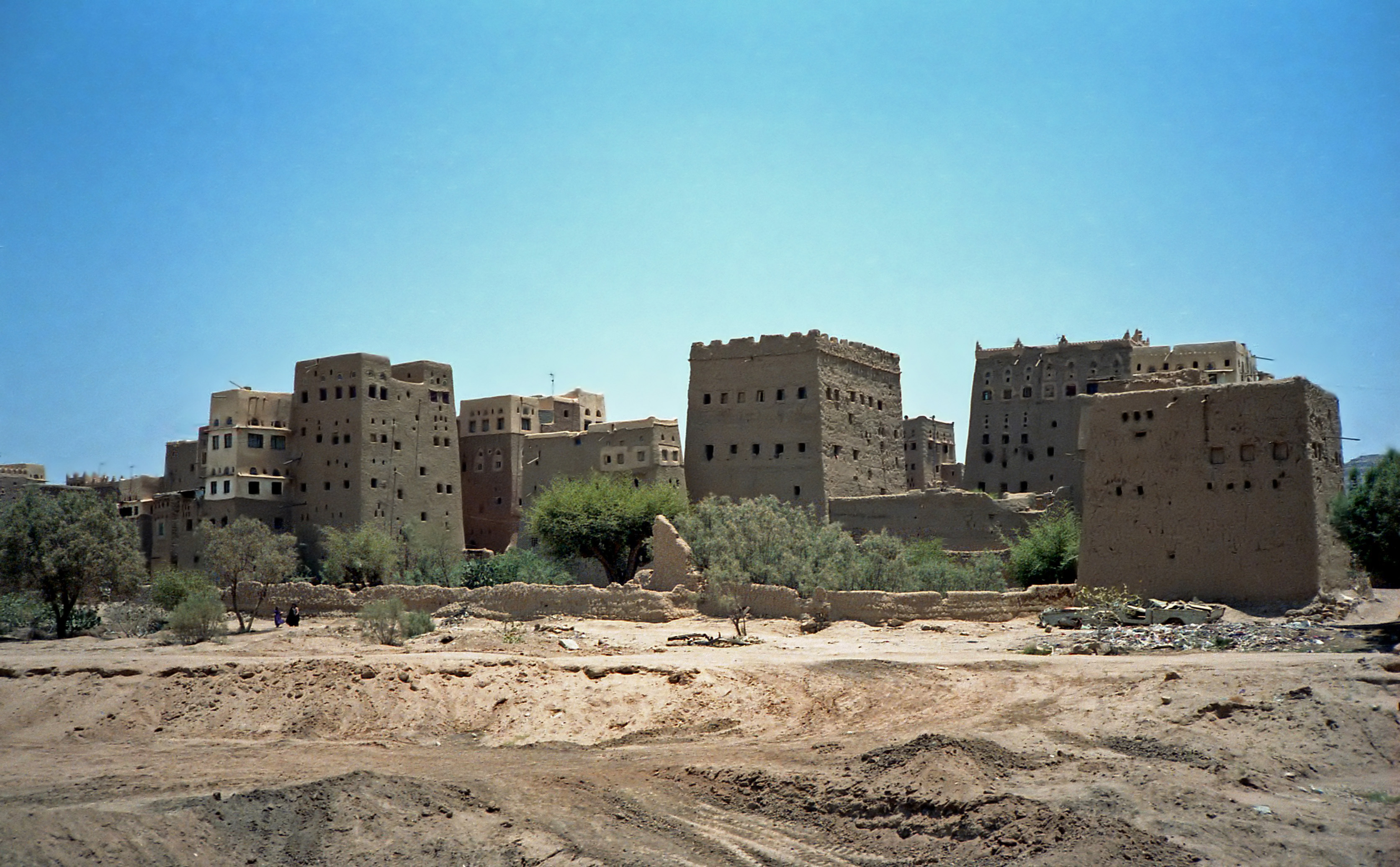
La ville de Sa'dah

Les houthistes se plaignent d’avoir été marginalisés par le gouvernement sur le plan politique, économique et religieux, et demandent le rétablissement du statut d’autonomie dont ils bénéficiaient avant 1962. 
Issus du courant religieux chiite zaydite, les houthistes sont présents sur les hauts plateaux yéménites et notamment la province de Saada, et présentent de nombreuses différences au niveau du dogme par rapport aux chiites duodécimains iraniens. De plus, ils partagent de nombreuses interprétations religieuses avec la majorité sunnite chaféite.
Au cours de la guerre civile des années 1960, la province a largement soutenu les royalistes. Après la défaite de ceux-ci, elle a donc très peu profité des différentes politiques de développement économique. La région a ensuite vu l'irruption de nouveaux courants religieux sunnites très rigoristes comme le salafisme et le wahhabisme. Cela va entraîner un regain du zaydisme à partir des années 1980 dans son berceau traditionnel de la province de Saada. 
Ainsi, les zaïdites se retrouvent à rebours du reste de la population qui voit ses rites unifiés sous l'impulsion du gouvernement central. Malgré l'implication des zaïdites au niveau du pouvoir central yéménite, le président Ali Abdallah Saleh étant lui-même de cette confession, ils sont progressivement stigmatisés, notamment par les salafistes. Pour faire face à ce qui est ressenti comme un ensemble de discriminations, les houthistes demandent donc une autonomie accrue. Ils représentent, en 2007, 30 % environ des 22,2 millions de Yéménites qui sont en majorité sunnites. 
Selon Samy Dorlian, enseignant à l'Institut d'études politiques d'Aix-en-Provence, l'origine du soulèvement remonte au 17 janvier 2002 lorsque dans la province de Saada, Hussein Badreddine al-Houthi, député de 1993 à 1997 du Hizb el-Haq, la principale expression organisationnelle du renouveau zaïdite, donne une conférence dans laquelle il incite ses compatriotes à combattre l'hégémonie américaine sur le monde arabe et musulman. Les autorités yéménites, engagées depuis le 11 septembre 2001 dans le partenariat de lutte anti-terroriste avec les États-Unis, ont récusé cette démarche et en conséquence, procédé à des centaines d'arrestations. 
Les rebelles affirment être victimes de discrimination religieuse de la part d'intégristes sunnites qui ont gagné en influence en raison des liens entretenus par le président Ali Abdallah Saleh avec l'Arabie saoudite tandis que le gouvernement déclare que ceux-ci veulent établir un État religieux chiite. 
Selon le département d'État des États-Unis, le gouvernement du Yémen, dans un effort pour freiner l'extrémisme et à accroître la tolérance, surveille les prêches incendiaires des mosquées et les déclarations menaçantes politiques et utilise la police et les agences de renseignement pour surveiller les activités des organisations islamiques liées à des organisations internationales.
Ce pays est confronté régulièrement à des vagues de violence politique depuis l'indépendance de la République démocratique populaire du Yémen et de la République arabe du Yémen dans les années 1960, ces États étant unis depuis le 22 mai 1990 dans le Yémen actuel. Des mouvements séparatistes demeurent présents (une guerre civile ayant éclaté en 1994), tandis que l'organisation terroriste Al-Qaïda est active dans l'est du pays visant entre autres les touristes étrangers. La révolte yéménite de 2011 pousse le président Ali Abdallah Saleh à signer un accord le 23 novembre 2011 le contraignant à quitter son poste.

### Point de vue des gouvernements yéménite et saoudien
Le gouvernement central de Sanaa et l'Arabie saoudite tiennent à présenter la rébellion comme un groupe soutenu par l'Iran, au même titre que le Hezbollah libanais,. Il les accuse aussi de vouloir restaurer l'imamat zaydite disparu en 1962 via un trafic d'armes par l'Érythrée soutenu par l'Iran,. L'Iran chercherait ainsi à affaiblir ces pays producteurs de pétrole pour sécuriser ses propres exportations, face à la menace d'embargo américaine.  Cela a pour but de chercher à obtenir le soutien de l'Arabie saoudite,. De plus, d'un point de vue historique, les Houthistes (tout comme les Yéménites sunnites) revendiquent les régions saoudiennes de Najran et de l'Asir, où une grande partie de la population chiite ou sunnite se dit plus proche du Yémen que de l'Arabie saoudite. En effet, avant 1934, ces provinces étaient des parties intégrantes du Yémen.

### Point de vue de l'Iran
L'Iran voit dans ce conflit une « attaque des Arabes sunnites contre les Arabes chiites » et son chef d'état-major parle de terrorisme d'État. 

### Autres intérêts mis en jeu
De nombreux intérêts économiques ou politiques se superposent désormais au conflit.
Tout d'abord, le commerce des armes et du carburant est devenu particulièrement lucratif dans une région voisine à la corne de l'Afrique. Les armes destinées à l'armée sont ainsi régulièrement détournées par les officiers et illégalement exportées. Une partie termine même entre les mains de la rébellion. 
Politiquement, le conflit attise aussi les luttes de succession entre le fils du président et différents militaires de premier plan. Différents clans cherchent donc à s'emparer des ressources économiques du nord du pays ou à montrer leur force. 
Enfin, le conflit se superpose aux conflits tribaux du nord du pays depuis que le gouvernement a cherché à recruter des alliés parmi les tribus locales. Ces solidarités tribales contribuent à entretenir le conflit via des cycles de violences et de vengeances. Ainsi, les deux principales confédérations tribales ont plus ou moins choisi un camp et soutiennent soit le gouvernement (plutôt le cas des Hached) soit les rebelles (plutôt le cas des Bakil). Ces luttes tribales tendent à se développer dans tout le Nord du pays.

## Forces en présences

### Gouvernement

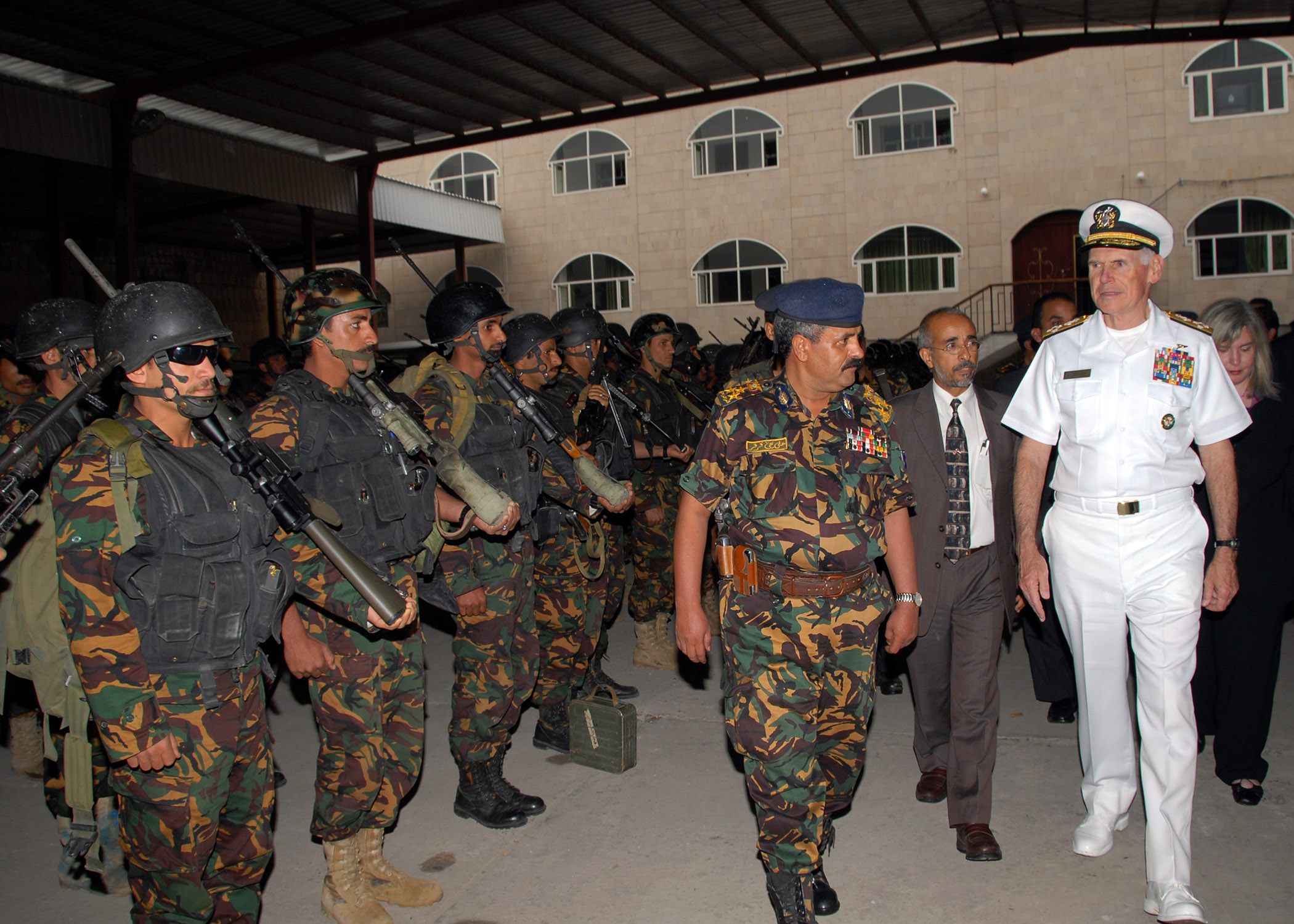
L'amiral William J. Fallon, commandant le U.S. Central Command visitant une installation d'entraînement de l'armée yéménite à Sana'a le 17 juillet 2007.

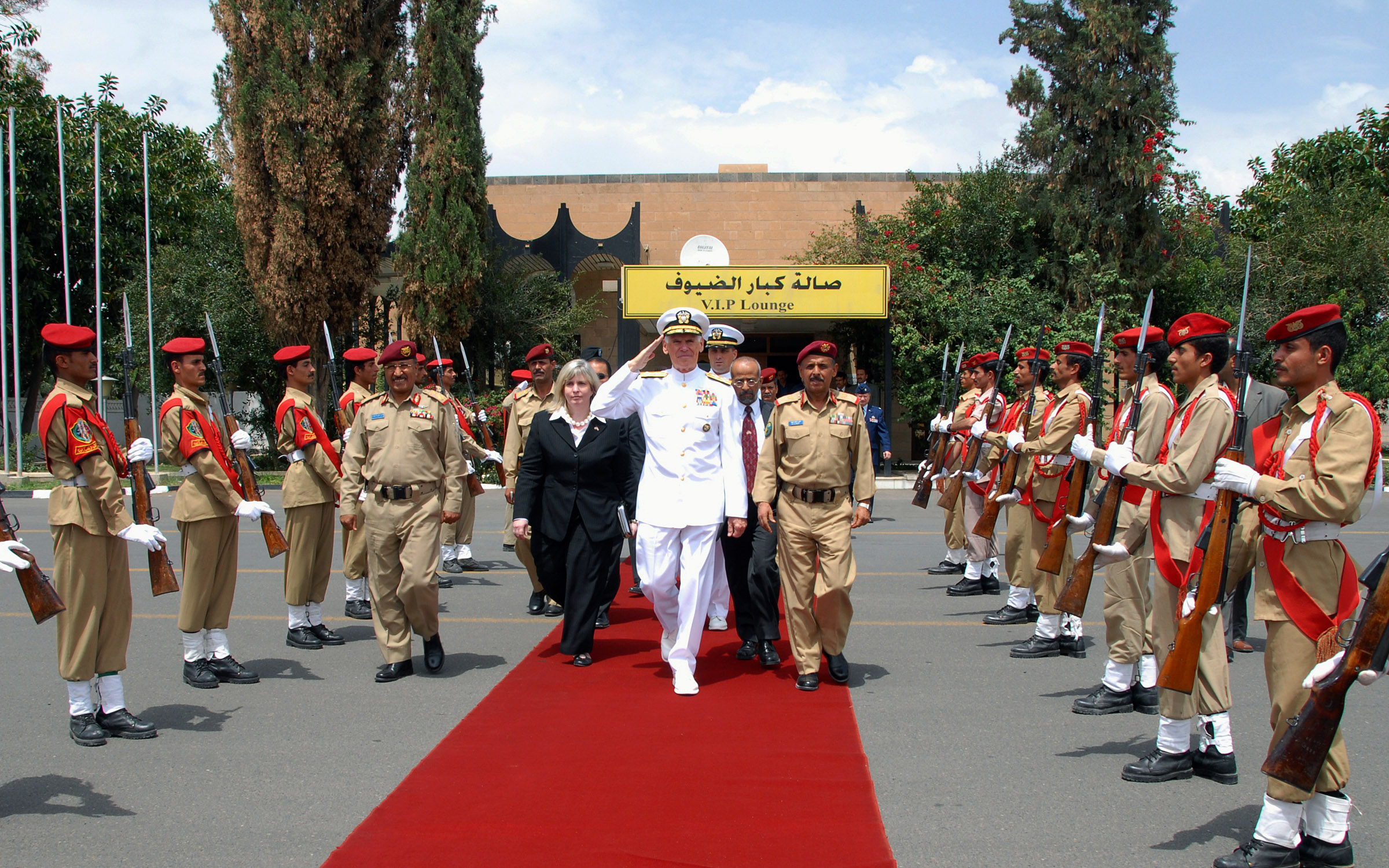
Garde d'honneur de la police rendant les honneurs militaires à l'amiral Fallon le 18 juillet 2007.

Le budget de la défense est en augmentation depuis le début du XXIe siècle pour faire face aux multiples problèmes sécuritaires et représente en 2006 environ 6 % du produit national brut soit entre 846 millions et 1,1 milliard de dollars américains (soit 40 % du budget de l'État) contre 540 millions en 2001. En septembre 2007, le gouvernement a annoncé le rétablissement du service militaire obligatoire qui avait été aboli en 2001.
Les effectifs des forces armées yéménites gouvernementales en 2007 sont estimés à 60 000 hommes pour l'armée de terre, 5 000 pour la force aérienne et 1 700 pour la marine de guerre. Leur matériel, d'origine principalement russe, est relativement ancien et peu entretenu. 
La principale force de sécurité intérieure est l'organisation de sécurité politique comprenant 150 000 personnes dépendant du ministère de l'Intérieur et relevant directement de la présidence. 
50 000 membres de cette organisation sont organisés en forces paramilitaires qui concerne également 20 000 membres des tribus.
Entre 2002 et 2008, le Yémen a reçu 69 millions de dollars d'aide militaires des États-Unis qui ont également formé 496 militaires yéménites dans le cadre du programme International Military Education and Training (en) (IMET). Il a été allégué en janvier 2010 qu'une aide de 70 millions de dollars soit versée en 18 mois.

## Chronologie

### Début de la rébellion en 2004
La guerre commence en 2004 après que les forces gouvernementales ont tué ou arrêté les principaux chefs houthistes. Les premiers combats ont lieu de juin à août 2004 et causent de 80 à 600 tués. En septembre, le chef rebelle, Hussein Badreddine al-Houthi, est tué. Il est remplacé par son frère Abdul-Malik al-Houthi. Près de 600 hommes sont cependant arrêtés ou faits prisonniers à la suite de ces combats. À ce moment-là, le gouvernement pense que la mort de Hussein Badreddine mettrait fin au conflit, en vain.

### 2005
Un calme précaire règne alors jusqu'en mars-avril 2005 où les combats reprennent et font près de 200 tués. Cependant, en mai intervient la première tentative pour mettre fin au conflit. Le président yéménite propose de pardonner les rebelles en échange de la fin du conflit.
En mai 2005, les rebelles ont rejeté une offre d'une grâce présidentielle par le président Ali Abdallah Saleh après leurs conditions ont été refusées par le gouvernement et les affrontements mineurs ont continué. Au 21 mai, le gouvernement a publié des estimations de l'impact de la rébellion, en annonçant qu'elle était responsable de 552 décès, 2 708 blessés, et plus de 270 millions de dollars de dommages et intérêts économiques.
Malgré quelques petits accrochages, les progrès semblent réels et les 600 prisonniers faits en 2004 sont libérés au cours du mois de mars 2006,.

### 2006
En mars 2006, le gouvernement yéménite a libéré plus de 600 combattants chiites. Il n'y a pas de données en ce qui concerne les pertes en 2006, mais il a été écrit qu'elles sont sensiblement inférieures à celles de l'année précédente.
La situation se dégrade de nouveau à partir de l'élection présidentielle de septembre 2006. 

### 2007
De nouveaux combats ont lieu en janvier-mars 2007 avant de déboucher sur un troisième cessez-le-feu en juin. Celui-ci est rompu en janvier 2008 alors que le pays est parcouru par de nombreuses manifestations
Le 10 février 2007, le Parlement donne son accord au gouvernement pour qu'il réprime l'insurrection. Au 15 octobre 2007, les autorités yéménites annoncent la mort de 290 rebelles et de 132 militaires, au moins 2 européens sont morts dans des combats.

### Tentatives de médiation du Qatar (2007-2008)
Diverses tentatives de médiation ont été menées pour apaiser le conflit. La plus notable est celle du Qatar entre 2007 et 2008. Un cessez-le-feu fut signé en juin 2007 mais rompu, peut-être à cause de l'Arabie saoudite qui souhaite conserver son influence sur son petit voisin.
Des combats sporadiques perdurent cependant pendant la période, notamment les 5 et 6 avril 2008.

### 2009
Les 11 et 12 août 2009, les combats reprennent entre l'armée qui déclenche l'opération Terre brûlée et la rébellion. Quant aux déplacés, l'ONU estime début décembre 2009 à 175 000 le nombre de réfugiés depuis 2004 ; en septembre 2009, il était estimé à 150 000 dont 55 000 depuis août 2009.
L'armée de l'air a perdu trois avions lors des opérations.
Abdul-Malik al-Houthi, dirigeant de la rébellion, est annoncé par les autorités yéménites tué dans un raid aérien en décembre 2009 puis gravement blessé mais cela est démenti par le mouvement Saadiste.
Après l'attentat manqué sur un avion à destination de Detroit en décembre 2009, les soupçons américains s'orientent vers le Yémen et relancent l'intérêt pour le pays. En effet, les autorités américaines soupçonnent des cellules d'Al Qaïda de s'y cacher. Cela pourrait influer sur le conflit en cours dans le nord du pays.

#### Intervention de l'Arabie saoudite et de l'Iran
Le 4 novembre 2009, les rebelles yéménites ont pris le contrôle d'une section montagneuse dans la région frontalière de Jabal al-Doukhane et abattent un officier de sécurité saoudien[pourquoi ?] dans une attaque. En réponse à ces actes, l'Arabie saoudite lance des frappes aériennes à partir du 5 novembre 2009 sur les rebelles dans le Nord du Yémen et déplace ses troupes près de la frontière. Le gouvernement saoudien a déclaré que l'armée de l'air saoudienne avait seulement bombardé les positions des rebelles yéménites, qui avaient saisi une zone frontalière à l'intérieur du royaume saoudien, maintenant reprise ; les pertes saoudiennes s'élèvent au 9 novembre, selon le ministère de la Défense de ce royaume à trois militaires saoudiens tué, 15 autres ont été blessés, 4 disparus et 4 civils saoudiens tués, tandis que la presse locale annonce 155 rebelles prisonniers. 
Le mardi 10 novembre, la marine saoudienne établit, avec la coopération du gouvernement du Yémen, un blocus des côtes du Nord-Yémen la rébellion déclare avoir pris « le plein contrôle du directorat de Qatabar » proche de la frontière saoudienne.
Le 16 novembre 2009, le Conseil des ministres saoudien annonce que ses forces contrôlaient totalement la frontière avec le Yémen et ont repoussé les insurgés. Ceux-ci ont demandé l'intervention de la Ligue arabe.
Le 22 novembre, une tentative de prise de contrôle par les insurgés du port de Midi, limitrophe de la frontière avec l'Arabie saoudite, se situant dans le gouvernorat de Hajjah, a été repoussée.
Le 23 novembre 2009, le chef de la marine iranienne annonce le déploiement le long des côtes yéménites de mini-submersibles en plus des quatre navires de guerre déjà présents, tandis que l'US Navy surveille de près ces évolutions et aide la marine saoudienne à bloquer le trafic d'armes .
Des vidéos diffusées alors sur Internet et tournées par les insurgés, montrent qu'ils ont arrêté plusieurs militaires saoudiens ainsi que du matériel et des véhicules, lors de l'attaque d'un poste militaire.
Des médias parlent de l'intervention d'unités de l'armée jordanienne et de l'armée marocaine auprès des Saoudiens, mais il n'y a pas confirmation officielle de ces allégations.
Au 22 décembre 2009, le bilan officiel des pertes saoudiennes fait état de 73 militaires tués, 26 disparus (dont 12 présumé tués), 470 blessés dont 60 hospitalisés à cette date. 
Un village saoudien, Al-Jabiria, reste à cette date sous le contrôle de rebelles yéménites.

### 2010
- Janvier 2010 : violents accrochages entre rebelles et tribus pro-gouvernementales[44],[45].
- 23 janvier 2010 : le bilan des pertes de l'armée saoudienne est à cette date d'au moins 133 morts et six disparus[46].
- 25 janvier 2010 : la rébellion annonce qu'elle s'est retirée du territoire saoudien[47] mais des combats sporadiques continuent.
- 31 janvier 2010 : le gouvernement yéménite refuse l'offre de cessez-le-feu de la rébellion qui ne spécifie pas l'arrêt des attaques contre l'Arabie saoudite[48].
- 11 février 2010 : cessez-le-feu à 21 heures GMT après l'acceptation par la rébellion des six points demandés par le gouvernement : les rebelles sont ainsi tenus d'« observer un cessez-le-feu, d'ouvrir les routes, de déminer et évacuer les hauteurs », « de se retirer des bâtiments publics », « de restituer les biens publics et les armes saisies », « de libérer les détenus civils et militaires, y compris les Saoudiens », « de respecter la loi et la Constitution » et « de ne plus agresser » l'Arabie saoudite[49]. Plusieurs incidents ont encore eu lien vendredi 12, 5 prisonniers de guerre saoudiens doivent être libérés samedi 13.
- Fin avril, le cessez-le-feu tient malgré quelques incidents isolés[50] et on signale une cyberattaque contre le site internet houtiste de la part d'un groupe saoudien[51].
- En juillet, des combats recommencent formant ce que l'on appelle la 6e guerre. Plus de 300 militaires gouvernementaux ont été faits prisonniers qui seront libérés entre fin juillet et début août[52].
- Le 26 septembre 2010, la marine de Djibouti aurait, selon ce qui semble être un acte de propagande des médias gouvernementaux yéménites, arraisonné un cargo transportant de grandes quantités d’armes dont 400 fusils de précision destinées à la rébellion livrées par Israël[53].

### 2011

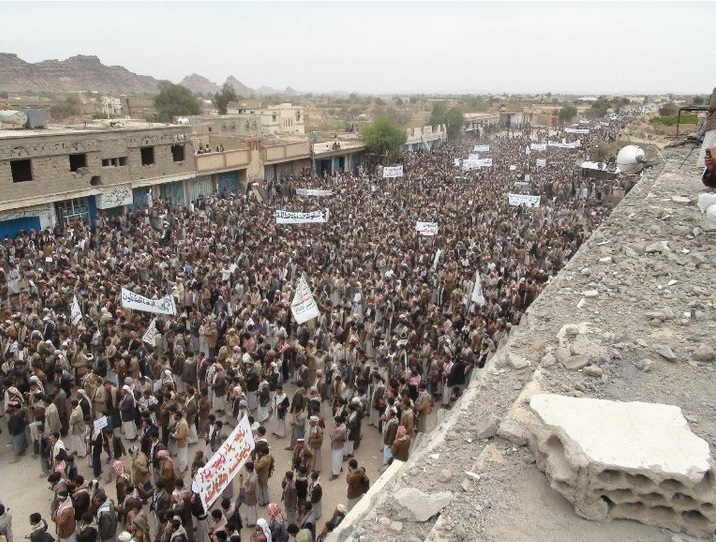
Bataille de Sadah, 2011

En mars 2011, dans le sillage des contestations dans le monde arabe et des protestations yéménites de 2011, des combats ont fait une vingtaine de morts lorsque des rebelles chiites ont pris le contrôle d'une installation militaire lors de combats contre des combattants pro-gouvernementaux. Les zaïdites prennent le contrôle de plusieurs districts de la province d'Al-Jawf. Le 22 mars, les rebelles houthistes reprennent le contrôle de Saada, alors qu'un cessez-le-feu avait été proclamé en 2010. Les rebelles bénéficient de la non-intervention de l'armée, commandée dans la région nord-ouest par Ali Mohsen, et qui a lui aussi rejoint la révolution. Ils purgent immédiatement la ville de leurs ennemis, faisant des dizaines de morts, dynamitent les biens immobiliers du cheikh Majali, allié du président Saleh.
Le 24 mars, la police de Dubaï annonce avoir déjoué une tentative d'envoyer 16 000 pistolets de Turquie vers le nord du Yémen, contrôlé par la rébellion chiite, via les Émirats arabes unis.

### 2012
Le 25 février 2012, le président Ali Abdallah Saleh quitte le pouvoir et le pays. Abdrabbo Mansour Hadi est élu à sa place.

### 2013
Le 23 janvier 2013, les autorités yéménites saisissent un navire iranien avec, dissimulée à bord, une grande quantité d'armes dont des missiles anti-aériens, venant de ce pays.

## Bilan
En février 2010, le journal français Le Monde estime que la guerre du Saada a fait environ 10 000 morts, dont 130 soldats saoudiens.
Une mesure d'amnistie de 2 000 prisonniers partisans des rebelles chiites ainsi que de 800 détenus sudistes est annoncée le vendredi 21 mai 2010.

## Enfants soldats
L'UNICEF et d'autres organisations dénoncent l'utilisation d'enfants-soldats par l'insurrection. 
Une ONG locale rapporte le 22 février 2010 qu'au moins « 187 enfants ont été tués, 402 exploités comme soldats par les Houthis, et 282 autres recrutés par des milices locales pro-gouvernementales. ».